# Scleroderma

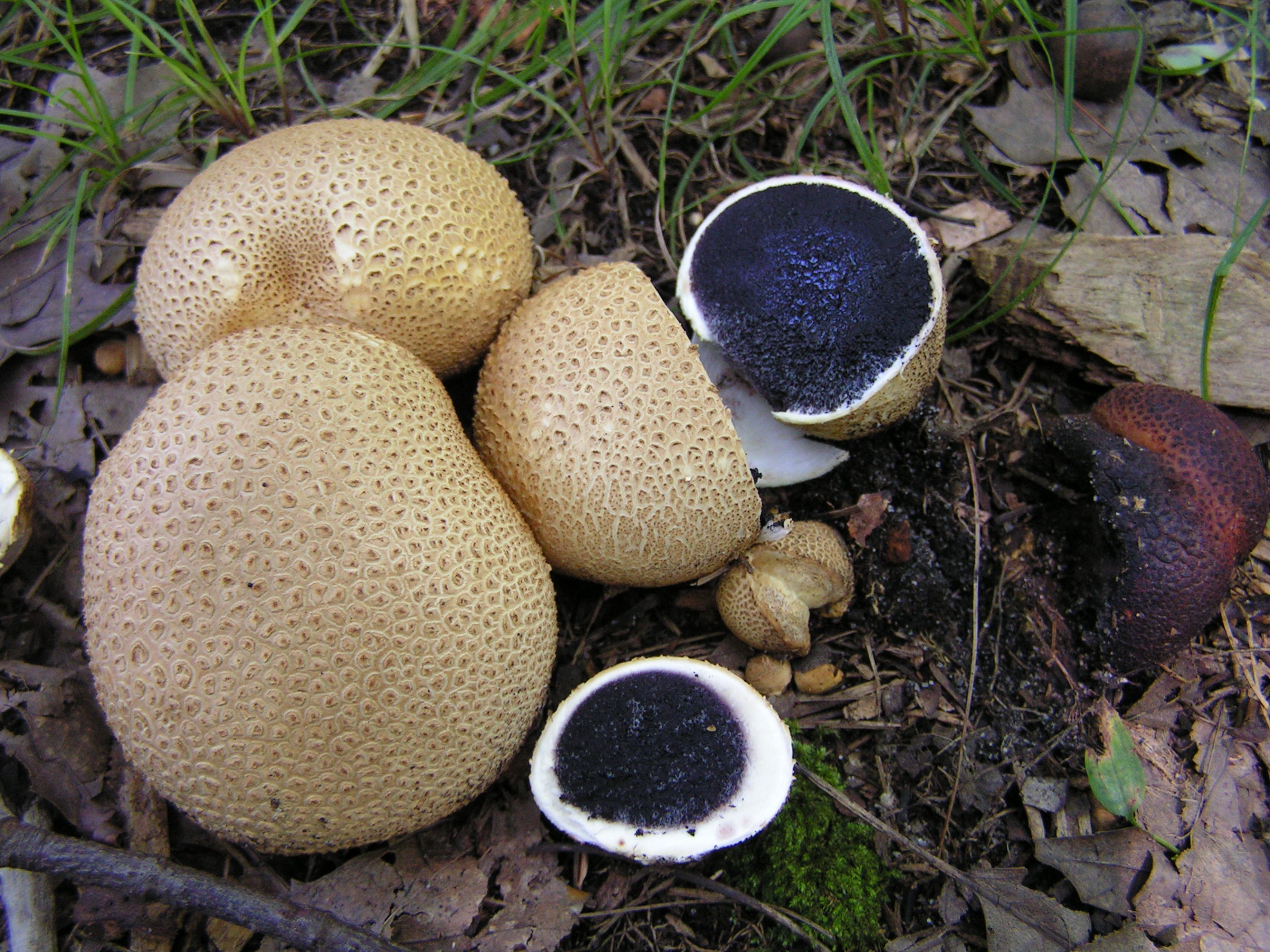
Tęgoskór cytrynowy

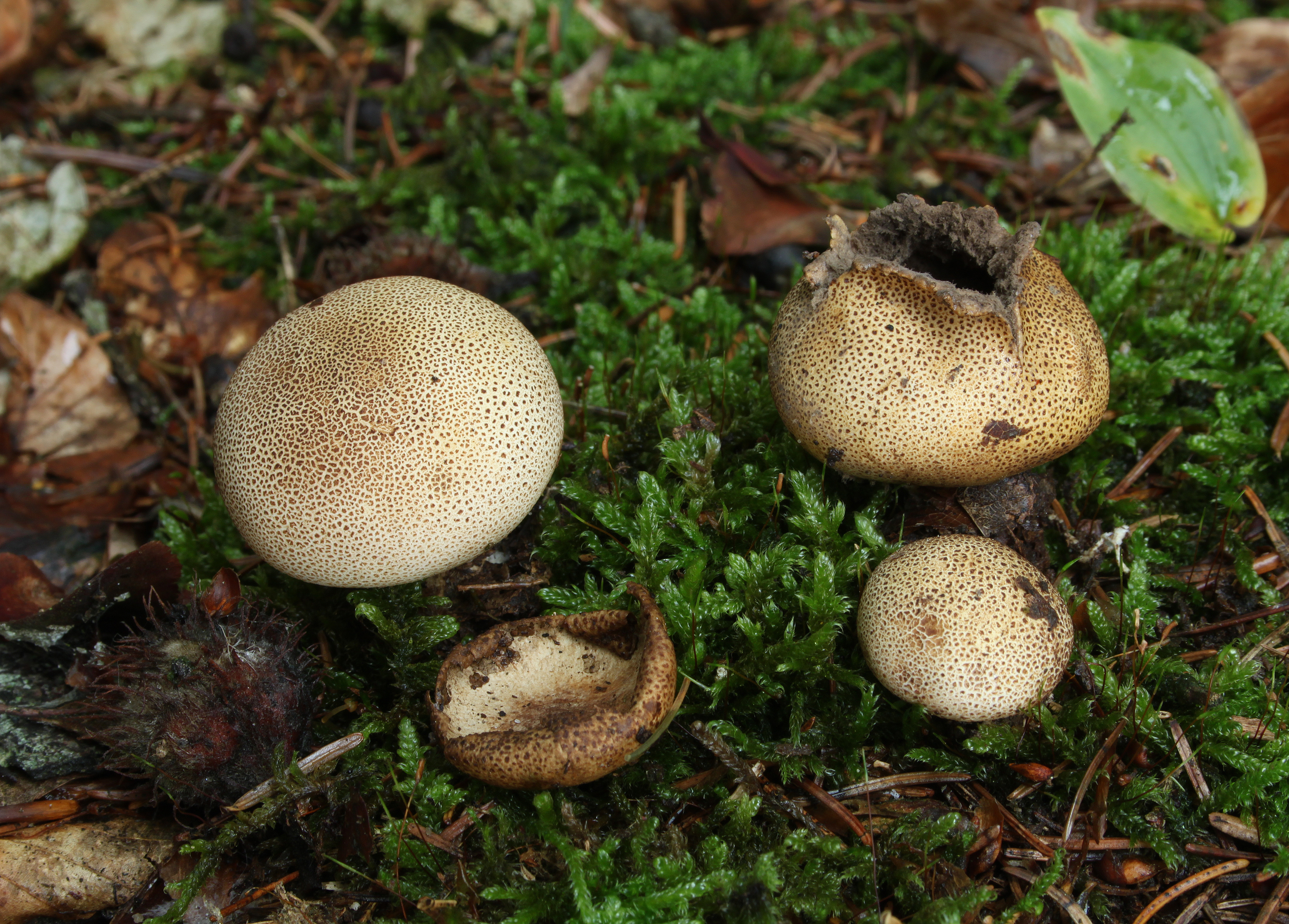
Tęgoskór lamparci

Scleroderma Pers. (tęgoskór) – rodzaj grzybów z rodziny tęgoskórowatych (Sclerodermataceae).

## Charakterystyka
Grzyby mykoryzowe, wytwarzające żółtawe lub brązowawe, głównie naziemne owocniki (czasami wyrastające na drewnie). Mają one formę twardych bulw z grubą okrywą o powierzchni pokrytej łuskami lub pękającej na poletka. Znajdujące się wewnątrz zarodniki tworzą ciemnoniebieską glebę, która po dojrzeniu tworzą pylistą masę barwy oliwkowobrązowej, wydostającą się przez rozerwaną okrywę. Pokrój zarodników tęgoskórów jest okrągławy i mają kolczastą lub siatkowaną powierzchnię, brak pory rostkowej. Wszystkie gatunki z tego rodzaju są toksyczne dla człowieka.

## Systematyka i nazewnictwo
Pozycja w klasyfikacji według Index Fungorum: Sclerodermataceae, Boletales, Agaricomycetidae, Agaricomycetes, Agaricomycotina, Basidiomycota, Fungi.
Synonimy: Actigea Raf., Actinodermium Nees, Caloderma Petri, Goupilia Mérat, Lycoperdastrum P. Micheli, Mycastrum Raf., Neosaccardia Mattir., Nepotatus Lloyd, Phlyctospora Corda, Pirogaster Henn., Pompholyx Corda, Sclerangium Lév., Stella Massee, Sterrebekia Link, Veligaster Guzmán.
Nazwę polską podał Józef Jundziłł w 1830 r. Niektóre gatunki:
- Scleroderma albidum Pat. & Trab.
- Scleroderma areolatum Ehrenb. – tęgoskór lamparci
- Scleroderma bougheri Trappe, Castellano & Giachini
- Scleroderma bovista Fr. – tęgoskór kurzawkowy
- Scleroderma cepa Pers. – tęgoskór cebulowaty
- Scleroderma chevalieri Guzmán
- Scleroderma citrinum Pers. – tęgoskór cytrynowy
- Scleroderma columnare Berk. & Broome
- Scleroderma cyaneoperidiatum Watling & K.P. Sims
- Scleroderma dictyosporum Pat.
- Scleroderma echinatum (Petri) Guzmán
- Scleroderma flavidum Ellis & Everh.
- Scleroderma floridanum Guzmán
- Scleroderma franceschii Macchione
- Scleroderma hakkodense Kobayasi
- Scleroderma hypogaeum Zeller
- Scleroderma laeve Lloyd
- Scleroderma leptopodium Pat. & Har.
- Scleroderma lycoperdoides Schwein.
- Scleroderma mayama Grgur.
- Scleroderma meridionale Demoulin & Malençon
- Scleroderma michiganense (Guzmán) Guzmán
- Scleroderma paradoxum G.W. Beaton
- Scleroderma polyrhizum (J.F. Gmel.) Pers.
- Scleroderma reae Guzmán
- Scleroderma septentrionale Jeppson – tęgoskór korzeniasty
- Scleroderma sinnamariense Mont.
- Scleroderma stellatum Berk.
- Scleroderma uruguayense (Guzmán) Guzmán
- Scleroderma verrucosum (Bull.) Pers. – tęgoskór brodawkowany
- Scleroderma xanthochroum Watling & K.P. Sims

Wykaz gatunków i nazwy naukowe na podstawie Index Fungorum. Obejmuje on tylko gatunki zweryfikowane o potwierdzonym statusie. Nazwy polskie według Władysława Wojewody.